# Maria Derflinger
Maria Derflinger (* 10. April 1930 in Steyr; † 29. Jänner 2024) war eine oberösterreichische Politikerin (SPÖ) und kaufmännische Angestellte. Derflinger war von 1979 bis 1988 Mitglied des Bundesrates und von 1988 bis 1991 Abgeordnete zum Oberösterreichischen Landtag.

## Leben
Derflinger besuchte ab 1936 die Volksschule und im Anschluss die Hauptschule und die Handelsschule. Sie war zwischen 1947 und 1948 als Bürokraft im Stadttheater Steyr tätig und arbeitete von 1948 bis 1985 als kaufmännische Angestellte im Betriebsratsbüro der Steyr-Werke. Zu ihren Aufgaben gehörten Tätigkeiten als Sekretärin und Sachgebietsbearbeiterin.
1949 trat Derflinger der SPÖ bei, später wurde sie Mitglied des Bezirksausschusses und des Bezirksparteivorstandes der SPÖ Steyr. Sie war zudem Obmann-Stellvertreterin und in der Folge Obfrau einer SPÖ-Sektion in Steyr und ab 1978 Mitglied des Landesparteivorstandes der SPÖ Oberösterreich. Zudem wirkte sie als Mitglied des Bezirks-Frauenkomitees der SPÖ Steyr und übernahm 1971 den Vorsitz. Zudem wirkte sie als Mitglied des Frauenkomitees der SPÖ Landesgruppe Oberösterreich und war zwischen 1972 und 1967 Elternvertreterin im Landesschulrat für Oberösterreich.
Ihr erstes politisches Mandat übte sie zwischen 1973 und 1979 als Gemeinderätin von Steyr aus. Danach war sie vom 25. Oktober 1979 bis zum 10. November 1988 Mitglied des Bundesrates und gehörte im Anschluss zwischen dem 10. November 1988 und dem 29. Oktober 1991 dem Landtag von Oberösterreich an.
Derflinger starb am 29. Jänner 2024 im Alter von 93 Jahren.

## Auszeichnungen
- 1985: Silbernes Verdienstzeichen des Landes Oberösterreich
- 1987: Großes Silbernes Ehrenzeichen für Verdienste um die Republik Österreich[2]
- 1994: Silbernes Ehrenzeichen des Landes Oberösterreich